# Xavier Duhesme
Pour les articles homonymes, voir Duhesme.
Xavier Hippolyte Léon Duhesme, né le 4 décembre 1810 à Bourgneuf (Saône-et-Loire) et mort le 29 août 1870 à Paris, est un général de division et grand-officier de la Légion d'honneur français sous le Second Empire. Il est le fils du général Guillaume Philibert Duhesme, héros de l'Empire.

## Biographie

### Premières années
Léon Duhesme est né le 4 décembre 1810 à Bourgneuf-Val-d'Or en Sâone-et-Loire. Fils du général Guillaume Philibert Duhesme et de Marie Madeleine Burger, il est le cadet d'une fratrie de trois enfants.

### Carrière militaire
Entré à l'École spéciale militaire de Saint-Cyr le 17 novembre 1829, il est nommé sous-lieutenant élève à l'École de cavalerie le 1er octobre 1831 puis affecté au 1er régiment de chasseurs d'Afrique, en Algérie, le 15 novembre 1833. Il est cité dans le rapport du lieutenant-général Voirol le 23 mai 1834 et dans le rapport du général Rapatel le 30 mars 1835. Blessé au combat du col de Mouzaiah en 1835, il est contusionné et son cheval est tué sous lui au combat du Sig le 1er décembre 1835. Il est cité dans le rapport du maréchal Clauzel le 24 décembre 1835. Promu au grade de lieutenant le 31 décembre 1835, il est fait chevalier de la Légion d'honneur le 15 janvier 1836 et cité dans le rapport du maréchal Clauzel le 3 mai 1836. Le 13 novembre 1836, il passe aux spahis réguliers d'Alger.
Le 20 novembre 1839, il est nommé capitaine adjudant-major au 1er régiment de chasseurs d'Afrique où il est cité à l'ordre de l'armée le 31 décembre 1839 comme s'étant particulièrement distingué au combat de l'Oued-Halleg. Il est également cité dans un rapport du maréchal Bugeaud, le 5 mai 1841, à l'occasion du ravitaillement de Médéah. Le 1er avril 1842, il est nommé officier d'ordonnance du Roi.
Promu au grade de chef d'escadrons le 12 février 1845, il est affecté au 4e régiment de dragons puis passe au 1er régiment de chasseurs d'Afrique le 8 novembre 1847. Il rentre en France le 4 avril 1848. Le 23 décembre 1848, il est détaché à l'état-major du ministre de la Guerre en qualité d'officier d'ordonnance.
Promu lieutenant-colonel le 1er mai 1849, il est affecté au 5e régiment de lanciers puis, à la même date, au 8e régiment de lanciers, où il est fait officier de la Légion d'honneur le 4 avril 1851.
Promu colonel le 26 décembre 1851, il reçoit le commandement du 7e régiment de dragons avec lequel il sert en Algérie du 1er janvier au 31 décembre 1854.
Général de brigade le 28 décembre 1855, il reçoit le 16 février 1856 le commandement de la 2e brigade de la 1re division de cavalerie de l'armée d'Orient. Rentré en France le 20 juin 1856, il est nommé, le 28 juin 1856, commandant de la 1re brigade de la division de cavalerie réunie à Lunéville devenue, le 17 août 1859, après la paix de Villafranca, la 1re brigade de la division de cavalerie du 3e corps d'armée. Il est fait commandeur de la Légion d'honneur le 7 août 1859.
Mis en disponibilité le 17 janvier 1860, il reçoit, le 4 avril 1860, le commandement de la 2e subdivision de la 1re division militaire, à Versailles. Du 12 juin au 10 septembre 1864, il est détaché pour commander la 1re brigade de la division de cavalerie du camp de Chalons.
Promu général de division le 13 août 1865, il est mis en disponibilité. Il est inspecteur général du 4e arrondissement de cavalerie du 2 mai au 31 décembre 1866, du 11e arrondissement du 17 avril au 31 décembre 1867, du 12e arrondissement du 8 avril au 31 décembre 1868.
Membre du comité de la cavalerie à partir du 5 décembre 1867, il cesse cette fonction le 19 octobre 1868, pour aller à Lyon commander la division de cavalerie du 4e corps d'armée. Il est aussi inspecteur général du 9e arrondissement de cavalerie du 5 mai au 31 décembre 1869 et du 8e arrondissement à partir du 18 mai 1870. Il est élevé à la dignité de grand-officier de la Légion d'honneur le 24 décembre 1869.

### Guerre de 1870

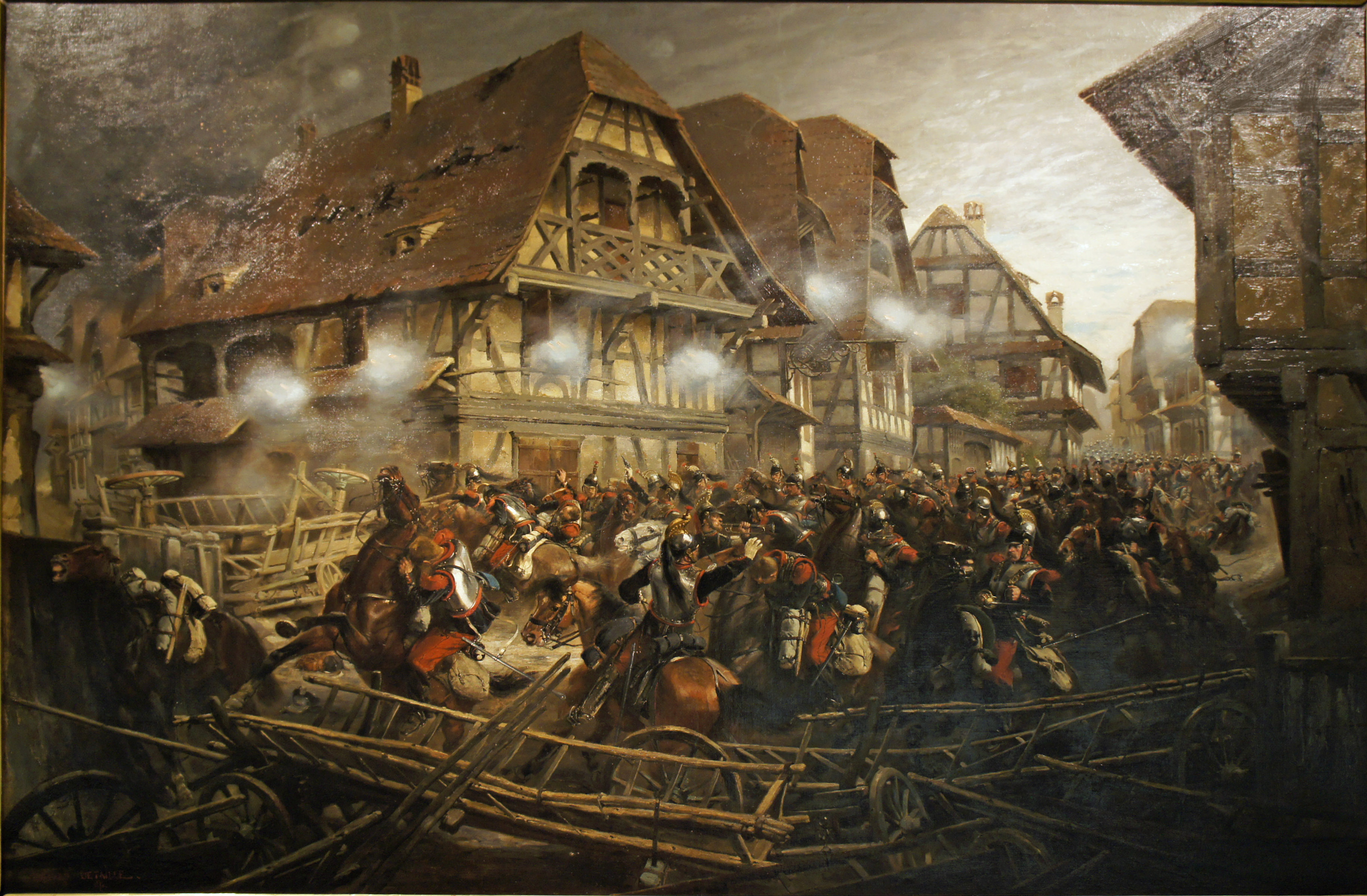
La charge du 9e Cuirassiers à Morsbronn par Édouard Detaille

Le 25 juillet 1870, il est mobilisé à la tête de la division de cavalerie du 1er corps (général de Mac-Mahon) de l'armée du Rhin. Sa division de cavalerie comprend trois brigades. Mais la brigade de Nansouty ne se compose plus que des 2e et 6e lanciers ; la brigade Septeuil est composée du 3e hussards et du 11e chasseurs ; la brigade Michel est formée du 8e cuirassiers et du 10e dragons. Les cadres du 9e cuirassiers ont été renvoyés à Paris, les hommes versés au 8e cuirassiers. Un détachement de cavalerie provenant de sa division de cavalerie participe à la Bataille de Wissembourg.

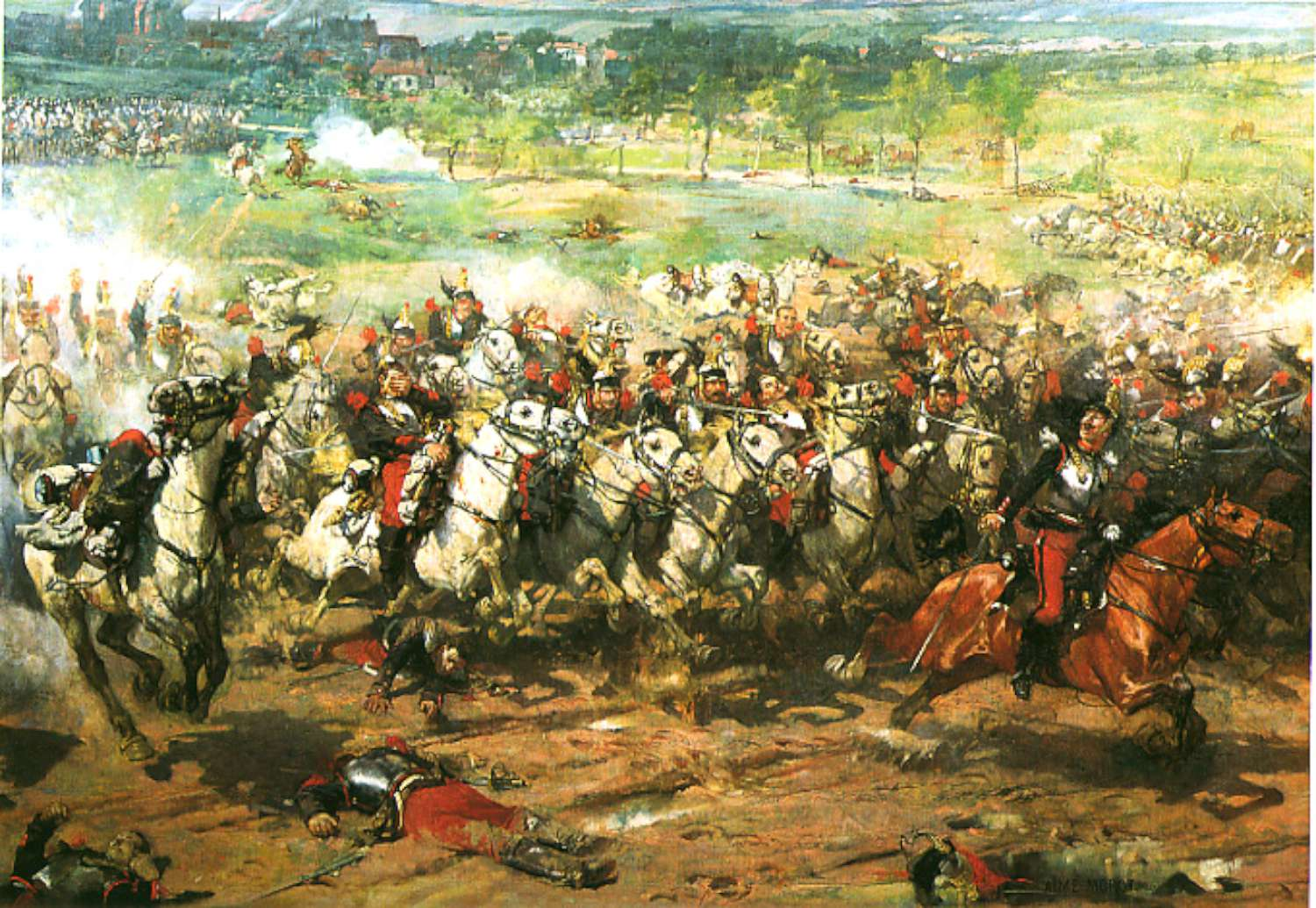
La charge des cuirassiers de Reichshoffen immortalisée dans Reichshoffen de Aimé Morot (Musée de l'Histoire de France)

Le 5 août, lors de la Bataille de Froeschwiller-Woerth, placée à l'aile droite du corps de Mac Mahon, la division de Lartigue est sur le point d'être enveloppée. Lartigue se souvient qu'il a à sa disposition la brigade de grosse cavalerie du général Michel. Il envoie le colonel d'Andigné au général de division Duhesme, commandant la cavalerie du 1er corps, et lui demande l'un de ses régiments de cuirassiers. Le général Duhesme, gravement malade et alité à la suite d'une blessure reçue au combat, répond au colonel d'Andigné : « Au nom du ciel, dites au général de Lartigue qu'il va faire une folie et faire détruire pour rien mes cuirassiers ». Le colonel d'Andigné fait alors appel à l'honneur et insiste. Duhesme ne peut refuser ses cavaliers, et c'est les larmes aux yeux qu'il donne son accord, en disant : « Mes pauvres cuirassiers, mes pauvres cuirassiers ! ». En effet, la brigade Michel (8e et 9e cuirassiers) se sacrifie à Morsbornn.
Le 28 août 1870, il est mis en disponibilité pour raisons de santé.
Le général de division Duhesme décède le 29 août 1870 à Paris des suites de blessures reçues à l'ennemi,.

## Vie privée
Léon Duhesme se marie le 9 avril 1844 à Paris avec Louise Aubernon (1819-1916). De cette union nait Louise-Antoinette (1845-1868).
Il était le fils du général Guillaume Philibert Duhesme, gendre du député Joseph Victor Aubernon et l'oncle du général Gaston Duhesme. Son frère, Charles Guillaume Eugène Duhesme, officier d'ordonnance du Roi et chef d'escadrons de cavalerie est tué au combat en Algérie en janvier 1842. Par décision de Louis-Philippe, Léon Duhesme remplace son aîné comme officier d'ordonnance auprès de lui.
Il sollicite une reconnaissance de noblesse en vertu de l'article 3 de l'édit de novembre 1750 conférant la noblesse de droit aux officiers généraux ainsi qu'à leurs enfants légitimes. Il obtient une maintenue de noblesse par ordonnance du 5 décembre 1824 et lettres patentes du 26 février 1825, avec le titre d'écuyer et le règlement d'armoiries suivant : "De gueules, à un lion d'or tenant de la patte dextre une épée d'argent et soutenu d'une rivière aussi d'argent ; l'écu timbré d'un casque taré de profil orné de ses lambrequins".

## Décorations
- Grand officier de la Légion d'honneur
- Compagnon de l'Ordre du Bain (Royaume-Uni)
- Médaille commémorative de Crimée (Royaume-Uni)
- Médaille de la Valeur Militare (Sardaigne)
- Chevalier de l'Ordre de l'Epée (Suède)
- 3e classe de l'Ordre du Médjidié (Turquie)
- 1re classe de l'Ordre de la Couronne de fer (Autriche).